# العلاقات البوتسوانية الرومانية
العلاقات البوتسوانية الرومانية هي العلاقات الثنائية التي تجمع بين بوتسوانا ورومانيا.

## مقارنة بين البلدين
هذه مقارنة عامة ومرجعية للدولتين:
| وجه المقارنة                                              | بوتسوانا                       | رومانيا                                                                               |
| --------------------------------------------------------- | ------------------------------ | ------------------------------------------------------------------------------------- |
| المساحة (كم2)                                             | 581.74 ألف                     | 238.40 ألف                                                                            |
| عدد السكان (نسمة)                                         | 2.29 مليون                     | 19.59 مليون                                                                           |
| الكثافة السكانية (ن./كم²)                                 | 3.94                           | 82.17                                                                                 |
| العاصمة                                                   | غابورون                        | بوخارست                                                                               |
| اللغة الرسمية                                             | لغة إنجليزية                   | اللغة الرومانية                                                                       |
| العملة                                                    | بولا بوتسواني                  | ليو روماني                                                                            |
| الناتج المحلي الإجمالي (بليون دولار)                      | 17.41 مليار                    | 211.80 مليار                                                                          |
| الناتج المحلي الإجمالي (تعادل القوة الشرائية) بليون دولار | 35.84 مليار                    | 465.56 مليار                                                                          |
| الناتج المحلي الإجمالي الاسمي للفرد دولار أمريكي          | 6.36 ألف                       | 9.47 ألف                                                                              |
| الناتج المحلي الإجمالي للفرد دولار أمريكي                 | 16.10 ألف                      | 23.63 ألف                                                                             |
| مؤشر التنمية البشرية                                      | 0.698                          | 0.793                                                                                 |
| رمز المكالمات الدولي                                      | +267                           | +40                                                                                   |
| رمز الإنترنت                                              | .bw                            | .ro                                                                                   |
| المنطقة الزمنية                                           | ت ع م+02:00، توقيت وسط إفريقيا | ت ع م+02:00، ت ع م+03:00، أوروبا/بوخارست ‏، توقيت شرق أوروبا، توقيت شرق أوروبا الصيفي ‏ |

## منظمات دولية مشتركة
يشترك البلدان في عضوية مجموعة من المنظمات الدولية، منها:
| علم المنظمة | اسم المنظمة                               | تاريخ انضمام بوتسوانا | تاريخ انضمام رومانيا |
| ----------- | ----------------------------------------- | --------------------- | -------------------- |
|             | مؤسسة التنمية الدولية                     | 24 يوليو 1968         | 12 أبريل 2014        |
|             | يونسكو                                    | 16 يناير 1980         | 27 يوليو 1956        |
|             | مؤسسة التمويل الدولية                     | 23 مارس 1979          | 23 سبتمبر 1990       |
|             | منظمة حظر الأسلحة الكيميائية              | ?                     | ?                    |
|             | الأمم المتحدة                             | 17 أكتوبر 1966        | 14 ديسمبر 1955       |
|             | الاتحاد الدولي للاتصالات                  | 2 أبريل 1968          | 9 فبراير 1866        |
|             | منظمة الشرطة الجنائية الدولية             | ?                     | ?                    |
|             | البنك الدولي للإنشاء والتعمير             | 24 يوليو 1968         | 15 ديسمبر 1972       |
|             | الاتحاد البريدي العالمي                   | ?                     | ?                    |
|             | المركز الدولي لتسوية المنازعات الاستشارية | 14 فبراير 1970        | 12 أكتوبر 1975       |
|             | وكالة ضمان الاستثمار متعدد الأطراف        | 15 مايو 1990          | 10 سبتمبر 1992       |
|             | منظمة التجارة العالمية                    | ?                     | 1995                 |

## وصلات خارجية
- موقع وزارة الخارجية البوتسوانية
- موقع وزارة الخارجية الرومانية